# Imunski sistem
Imúnski sistém je organski sistem, sestavljen iz specializiranih celic, organov in procesov, ki nadzorujejo organizem in ga varujejo pred patogeni. Ključna značilnost imunskega sistema je sposobnost razločevanja med telesu lastnimi in tujimi molekulami, ki so izražene na površini celic ali plavajo v medceličnini, pri čemer v normalnih okoliščinah sprožijo imunski odziv samo tuje. Tistim molekulam, ki sprožijo imunski odziv tako, da se vežejo na specifične imunske receptorje, pravimo antigeni. Pogosti so na bakterijah, virusih, zajedavcih in glivah, antigen pa je lahko tudi zdravilna učinkovina v zdravilu, pelod, različne kemikalije, v določenih primerih pa tudi človeku lastne molekule.
Pri mnogih vrstah organizmov lahko imunski sistem razdelimo na podzvrsti, in sicer na prirojeni in pridobljeni imunski sistem. Imunost, ki jo zagotavlja imunski sistem, lahko razdelimo tudi na celično in humoralno; prvo posredujejo neposredno določene imunske celice, drugo pa protitelesa v telesnih tekočinah.
V človeku predstavljajo krvno-možganska pregrada, krvno-likvorska pregrada in podobne pregrade na meji med telesnimi tekočinami in možgani ločnico med perifernim imunskim sistemom in nevroimunskim sistemom, ki varuje možgane.
Patogeni so sposobni hitrega razvoja in prilagoditev, zaradi česar se lahko izognejo odkritju in nevtralizaciji, ki jo sproži imunski sistem, a se je vseeno razvilo mnogo obrambnih mehanizmov, ki patogene prepoznajo in onesposobijo. Tudi enostavni enocelični organizmi posedujejo osnovna orodja v obliki encimov, ki služijo kot zaščita pred okužbo z bakteriofagi. Drugi osnovni mehanizmi so se razvili v starodavnih evkariontih in se ohranili v njihovih potomcih, današnjih rastlinah in nevretenčarjih. Te mehanizmi so fagocitoza, protimikrobni peptidi (defenzini) in sistem komplementa. Vretenčarji s čeljustjo (Gnathostomata), med katere spada tudi človek, imajo še bolj zapleten mehanizem obrambe, saj se lahko imunski sistem skozi čas prilagaja, da učinkoviteje prepozna patogene. Pridobljeni (specifični) imunski sistem ima sposobnost ohranjanja imunskega spomina po prvem odzivu na specifičen patogen. Ob vsakem naslednjem srečanju z istim patogenom je odziv okrepljen. Ta proces pridobljene imunosti je osnova cepljenja.
Okvare imunskega sistema lahko vodijo v avtoimunske bolezni, vnetja in rakave spremembe. O imunski oslabljenosti govorimo, ko je aktivnost imunskega sistema zmanjšana, kar vodi v ponavljajoče se in življenju nevarne okužbe. Pri človeku je posledica genetske bolezni, kot je huda kombinirana imunska pomanjkljivost (SCID), pridobljenih stanj, kot je HIV/aids, ali uporabe imunosupresivnih zdravil. Avtoimunost je po drugi strani posledica prevelike aktivnosti imunskega sistema, ki napada normalno tkivo, ki ga prepoznava kot tujek. Med pogostejša takšna stanja spada Hašimotov tiroiditis, revmatoidni artritis, sladkorna bolezen tipa 1 in lupus.
Z imunskim sistemom se znanstveno ukvarja imunologija, ki je tradicionalno panoga medicine; zaradi pomena za zdravje je najbolj raziskan človeški imunski sistem, vendar imajo pri odkrivanju njegovega delovanja ključno vlogo tudi poskusi na modelnih živalskih vrstah.

## Zgodovina raziskav
Imunologija je veda, ki preučuje sestavo in naloge imunskega sistema. Izvira iz medicine in zgodnjih študij vzrokov za imunost pred boleznimi. Najstarejša omemba imunosti je iz časa atenske kuge leta 430 pr. n. št. Tukidid je zapisal, da so preboleli iz prejšnjih izbruhov lahko skrbeli za obolele brez tveganja ponovitve bolezni. V 18. stoletju je Pierre-Louis Moreau de Maupertuis eksperimentiral s strupom škorpijonov in opazil, da so nekateri psi in miši nanj odporni. To in podobna opažanja je kasneje izrabil Louis Pasteur pri razvoju cepiva in teorije, da so povzročitelji mnogih bolezni mikroorganizmi, kar je nasprotovalo do tedaj razširjenemu prepričanju, da je za bolezni odgovorna miazma (starogrško »onesnaženje«, »madež«), strupena oblika zraka, tudi »slab/nočni zrak«. Šele ko je Robert Koch leta 1891 izvedel svoje znamenite poskuse, so bili mikroorganizmi splošno prepoznani kot vzrok nalezljivih bolezni. Z Reedovim odkritjem virusa rumene mrzlice leta 1901 so spoznali, da lahko bolezni povzročajo tudi virusi.
Proti koncu 19. stoletja je pričela imunologija bliskovito napredovati z odkritji na področjih humoralne in celične imunosti. Še posebej pomembno je delo Paula Ehrlicha, ki je s teorijo stranskih verig pojasnil specifičnosti reakcije med antigenom in protitelesom, ter Ilje Mečnikova, ki velja za očeta celične imunologije. Za svoje delo sta leta 1908 prejela Nobelovo nagrado za fiziologijo ali medicino. Za prelomna odkritja na področju imunologije je bilo skupno podeljenih že 11 Nobelovih nagrad za fiziologijo ali medicino, vključno s prvo, ki jo je prejel Emil von Behring za odkritje antiseruma proti toksinom tetanusa v krvi živali, okuženih s to boleznijo.

## Slojevita organizacija
Imunski sistem je organiziran v sloje z naraščajočo stopnjo specifičnosti proti patogenom. Najosnovnejša obramba organizma je njegova zunanja plast (integument), ki predstavlja za bakterije in viruse mehansko in kemično prepreko. Če jo patogen uspe prečkati, sproži prirojeni imunski odziv, ki je hiter, a nespecifičen. Sistem prirojene imunosti imajo vse živali in rastline. Najbolj specifičen je sistem pridobljene imunosti, ki ga sproži prirojeni imunski sistem, če se patogenom uspe izogniti prirojenem odzivu. Sistema obrambe aktivirajo receptorji za nespecifične molekulske vzorce (pri prirojenemu imunskemu sistemu) in specifične tarčne molekule (antigene), ki jih na svoji površini izražajo patogeni organizmi.
Tako prirojena in pridobljena imunost temeljita na sposobnost imunskega sistema, da razločuje med telesom lastnimi in tujimi molekulami. Pri imunologiji so lastne molekule tiste komponente organizma, ki jih imunski sistem razločuje od tujih snovi. Iz tega sledi, da so tuje molekule tiste, ki jih imunski sistem prepozna za tuje. Ena vrsta takšnih molekul so antigeni (iz angleškega izraza antibody generators, »tvorci protiteles«), ki so definirani kot snovi, ki po vezavi na specifične imunske receptorje pridobljenega imunskega sistema sprožijo imunski odgovor. Imunski sistem proizvaja ogromno različnih receptorjev te vrste, ki se izražajo na površini posebnih celic, imenovanih limfociti (natančneje na limfocitih B in T). Ko se na enega od teh receptorjev veže antigen, je to signal imunskemu sistemu za boj proti točno temu patogenu. Pride do močnega, a lokaliziranega odziva na mestu, kjer je bil patogen zaznan, hkrati pa se manjši del limfocitov pretvori v t. i. spominske celice. Te potujejo do limfatičnih organov, kjer lahko preživijo več let, in stimulirajo proizvodnjo limfocitov z enakimi imunskimi receptorji, kar ob morebitnem kasnejšem vdoru istega patogena omogoči bistveno hitrejši ter učinkovitejši odziv. Pojav, ki mu pravimo imunski spomin, predstavlja temelj imunizacije z vnašanjem umetno inaktiviranih patogenov v telo – cepljenja.
| Prirojeni imunski sistem                         | Pridobljeni imunski sistem                        |
| ------------------------------------------------ | ------------------------------------------------- |
| Nespecifični odziv                               | Odziv je odvisen od vrste patogena in antigena    |
| Izpostavljenost vodi v takojšnji največji odziv  | Med izpostavljenjem in največjim odzivom je zamik |
| Celične in humoralne komponenete                 | Celične in humoralne komponente                   |
| Brez imunskega spomina                           | Izpostavljenost vodi do imunskega spomina         |
| V neki obliki v vseh oblikah življenja na Zemlji | Samo v vretenčarjih s čeljustjo                   |

Imunskega sistema ni vedno smiselno razločevati na prirojeno in pridobljeno komponento, saj sta medsebojno marsikje povezani in soodvisni. Sesalčji imunski sistem sestavljajo:
- zunanje ovire (koža, sluznice, želodčna kislina, črevesna flora ipd.)
- limfatični organi (priželjc, vranica, bezgavke in limfne kapilare ter žile)
- imunske celice (makrofagi, granulociti, antigen predstavitvene celice, limfociti)
- sistem komplementa
- protitelesa (imunoglobulini – Ig)
- citokini in kemokini

## Prirojeni imunski sistem
Mikroorganizmi in toksini, ki uspešno vstopijo v organizem, se srečajo s celicami in mehanizmi prirojenega imunskega odziva. Le-tega navadno sproži vezava mikroba na receptorje za prepoznavo molekularnih vzorcev PRR (pattern recognition receptors), ki prepoznavajo komponente, prisotne pri širokem spektru mikroorganizmov. Sprožijo ga tudi poškodovane celice in celice pod stresom, katerih (nekatere) signale prepoznajo isti receptorji kot za patogene. Prirojena obramba ni specifična, kar pomeni, da se na patogene odziva nespecifično. Ne zagotavlja dolgotrajne imunosti proti patogenu. V večini organizmov je prirojeni imunski sistem poglavitni sistem zaščite.

### Površinske ovire
Organizme pred okužbami ščitijo številne različne zunanje bariere – mehanske, kemične in biološke. Voskasta kutikula na večini rastlinskih listov, zunanji skelet pri členonožcih, lupina in membrane na izvaljenem jajcu in koža so primeri mehanskih ovir, ki predstavljajo prvi sloj obrambe pred okužbami. Ker pa organizmi niso povsem ločeni od svojega okolja, so se v okolici telesnih odprtin (pljuča, črevesje, sečila itn.) razvili tudi drugi sistemi obrambe. Kašljanje in kihanje predstavlja mehansko izmetavanje patogenov in drugih dražljivih snovi iz dihalnega trakta. Solze in seč izplavljajo patogene, medtem ko jih sluz v dihalnem in prebavnem traktu ujame.
Tudi kemične ovire ščitijo pred okužbami. Koža in dihalne poti izločajo protimikrobne peptide, kot so β-defenzini. Encimi, kot so lizocim in fosfolipaza A2 v solzah, slini in materinem mleku, so prav tako protibakterijske učinkovine. Vaginalni izločki služijo po menarhi kot kemična ovira, saj postanejo rahlo kisli. Semenska tekočina vsebuje defenzine in cink za ubijanje patogenov. V želodcu delujejo želodčna kislina in proteaze kot močna kemična obramba pred zaužitimi patogeni.
V sečilih in prebavnem traktu se nahaja komenzalna bakterijska flora, ki služi kot biološka ovira, saj poteka tekma za hrano in prostor med njimi in patogenimi organizmi, včasih tudi s spreminjanjem pH in količine razpoložljivega železa. Zaradi tega simbiotskega razmerja med komenzali in imunskim sistemom je verjetnost, da bodo patogeni dosegli zadostno številčnost za povzročitev bolezni, zmanjšana. Ker pa večina antibiotikov precej nespecifično cilja na bakterije in hkrati ne učinkuje na glive, lahko peroralni antibiotiki vodijo do glivnih okužb, kot so vaginalne kandidoze (okužba s kvasovko iz rodu kandid). Obstajajo zadostni dokazi, da lahko s probiotiki, kot so čiste kulture rodu Lactobacillus iz nepasteriziranega jogurta, dosežemo povrnitev zdravega ravnovesja v mikrobni populaciji po črevesni okužbi, podobne učinke pa lahko dosežemo tudi pri bakterijskem gastroenteritisu, kronični vnetni črevesni bolezni, okužbah sečil in bolnišničnih okužbah prebavil.

### Vnetje
Vnetje je eden prvih odzivov imunskega sistema na okužbo. Simptomi vnetja so rdečina, otekanje, toplota na otip in bolečine, ki so posledica povečanega krvnega pretoka skozi tkivo. Vnetje spodbudijo eikozanoidi in citokini, ki se sproščajo iz poškodovanih in okuženih celic. Med eikozanoide štejemo med drugim prostaglandine, ki povzročajo dvig telesne temperature in dilatacijo krvnih žil, povezano z vnetjem, in levkotriene, ki pritegnejo nekatere bele krvne celice (levkocite). Pogosti citokini so interlevkini, odgovorni za komunikacijo med levkociti, kemokini, ki povzročajo kemotakso (gibanje, ki ga izzove kemični stimulant), in interferoni s protivirusnim delovanjem, kot je zaviranje sinteze beljakovin v gostiteljski celici. Včasih se sproščajo tudi rastni dejavniki in citotoksični faktorji. Citokini in druge molekule privlačijo imunske celice na mesto okužbe in spodbujajo zdravljenje poškodovanega tkiva po odstranitvi patogenov.

### Sistem komplementa
Sistem komplementa je biokemijska kaskada reakcij, usmerjenih v napad na površino tuje celice. Takšno ime je dobil, ker komplementira/dopolnjuje druge mehanizme ubijanja patogenov. Vključuje preko 20 beljakovin in je pomembna humoralna komponenta prirojenega imunskega sistema. Veliko vrst organizmov poseduje svojevrstne sisteme komplementa, med njimi tudi nesesalci, kot so rastline, ribe in nekateri nevretenčarji.
Pri ljudeh ga sproži vezava komplementa na protitelesa, ki so vezana na mikrobe, ali vezava beljakovin sistema komplementa na ogljikove hidrate na površini mikroba. Takšen signal prepoznave sproži hiter ubijalski odziv. Hitrost odziva je posledica ojačitve, ki se zgodi zaradi sosledne proteolitske aktivacije molekul komplementa, iz katerih nastanejo nove proteaze. Po tem, ko se proteini komplementa sprva vežejo na mikrob, aktivirajo svojo proteazno aktivnost, ki posledično aktivira druge proteaze komplementa itn. To privede do katalitske kaskade, ki ojača prvotni signal kot pri nadzorovani pozitivni povratni zanki, nastanejo pa tudi peptidi, ki privlačijo imunske celice, povečajo prepustnost kapilarne stene in opsonizirajo (obdajo) površino patogena, s čimer ga označijo za uničenje. Takšno oblaganje komplementa lahko neposredno ubije celico zaradi motenja plazemske membrane.

### Celične ovire
Levkociti (bele krvne celice) delujejo kot samostojni enocelični organizmi in predstavljajo drugo vejo prirojenega imunskega sistema. Med levkocite prirojenega imunskega sistema spadajo fagociti (nevtrofilci, makrofagi in dendritične celice), tkivni bazofilci (mastociti), bazofilci, eozinofilci in naravne celice ubijalke. Te celice so sposobne patogene prepoznati in odstraniti, kar dosežejo tako, da večje patogene napadejo preko stika ali pa mikroorganizem obdajo in ga ubijejo. Levkociti prirojenega imunskega sistema so pomembni posredniki informacij pri razvoju limfoidnih organov in aktivaciji pridobljenega imunskega sistema.
Fagocitoza je pomemben del celične prirojene imunosti. Celice, imenovane fagociti, obdajo oz. »pojejo« patogene in druge večje delce. Fagociti navadno krožijo po telesu in iščejo patogene, citokini pa jih lahko privabijo na bolj specifično mesto. Ko je patogen ujet v znotrajcelični vezikel (fagosom), pride do združitve z drugim veziklom, imenovanim lizosom, v fagolizosom. Patogen umre zaradi aktivnih prebavnih encimov ali sproščanja prostih radikalov v fagolizosom. Fagocitoza se je razvila kot način za pridobivanje hranil, kasneje v evoluciji pa je dobila tudi obrambno vlogo pred patogeni. Je najverjetneje najstarejša oblika gostiteljeve obrambe, saj se fagociti nahajajo tako v vretenčarjih kot nevretenčarjih.
Nevtrofilci in makrofagi so fagociti, ki krožijo po telesu in iščejo patogene. Nevtrofilce po navadi srečamo v krvnem obtoku in predstavljajo največji delež fagocitov (50–60 % vseh levkocitov). V akutni fazi vnetja (zlasti kot posledica bakterijske okužbe) nevtrofilci v procesu kemotakse migrirajo proti mestu vnetja. Navadno tja prispejo prvi. Makrofagi so vsestranske celice, ki se nahajajo v tkivih in proizvajajo široko paleto snovi, med drugim encime, proteine komplementa in citokinov. Delujejo tudi kot lovilci, ki izločajo izčrpane celice in druge ostanke iz telesa. Poleg tega so tudi antigen prestavitvene celice, ki aktivirajo pridobljen imunski sistem.
Dendritične celice (DC) so fagociti v tkivih, ki so v stiku z zunanjim okoljem – v koži, nosu, pljučih, želodcu in črevesju. Ime so dobile po obliki, ki spominja na dendrite živčnega sistema z mnogimi koničastimi izrastki, a z živčevjem nikakor niso povezane. Služijo kot povezava med telesnimi tkivi ter prirojenim in pridobljenim imunskim sistem, saj predstavljajo antigene T-celicam, ki tvorijo enega ključnih celičnih tipov pridobljenega imunskega sistema.
Tkivni bazofilci (mastociti) se nahajajo v vezivnem tkivu in v mukoznih membranah, kjer posredujejo ob vnetnem odzivu. Najpogosteje jih povezujemo z alergijami in anafilaksijo. Bazofilci in eozinofilci so sorodni nevtrofilcem. Sproščajo kemične mediatorje, ki sodelujejo pri obrambi proti zajedavcem, in igrajo ključno vlogo pri alergijskih reakcijah, kot je astma. Naravne celice ubijalke (NK-celice) so levkociti, ki napadajo in uničujejo tumorske celice ter celice, okužene z virusi.

### Naravne celice ubijalke
Naravne celice ubijalke (tudi NK-celice) so limfociti in sestavni del prirojenega imunskega sistema. Mikrobov ne napadajo neposredno. NK-celice uničujejo kompromitirane gostiteljske celice, kot so tumorske celice in celice, okužene z virusi. Prepoznajo jih po stanju, imenovanem »missing self« (»manjkajoče sebstvo«). Ta izraz opisuje celice z nizkim nivojem označevalca PHK I na celičnem površju, kar se lahko zgodi ob virusni okužbi gostiteljeve celice. Ime »naravne ubijalke« so dobile zaradi prvotnega prepričanja, da za ubijanje celic preko principa missing self ne potrebujejo aktivacije. Že mnoga leta ostaja uganka, kako NK-celice prepoznajo tumorske celice in okužene celice. Vemo samo, da jih aktivira pomanjkanje PHK I. Normalne celice v telesu se izognejo napadu NK-celic, saj izražajo nespremenjene lastne antigene PHK, ki jih prepoznajo recceptorji, ki zavirajo napad.

## Pridobljeni imunski sistem
Pridobljeni imunski sistem se je razvil v zgodnjih vretenčarjih in omogoča močnejši imunski odziv, pojavi pa se tudi imunski spomin, pri kateremu si imunski sistem "zapomni" značilne antigene posameznega patogenega organizma. Pridobljeni imunski odziv sproži specifičen antigen, kar zahteva prepoznavanje tujih molekul med procesom predstavitve antigena. Specifičnost antigenov omogoča odziv, ki je ukrojen za specifičen patogen ali celico, okuženo s patogenom. To sposobnost priprave odgovora ohranjajo "spominske celice". Če patogen ponovno okuži telo, ga spominske celice hitro odstranijo.

### Limfociti
Celice pridobljenega imunskega sistema so posebna vrsta levkocitov, imenovane limfociti. Limfociti B in limfociti T sta veliki podskupini limfocitov, ki izhajata iz matičnih krvotvornih celic kostnega mozga. B-celice so vključene v humoral imunski odziv, T-celice pa v celični imunski odziv.
Tako B-celice kot T-celice prenašajo receptorske molekule, ki prepoznajo specifične tarče. T-celice prepoznajo tuje tarče, kot so patogeni, šele ko so bili antigeni (majhni deli patogena) obdelani in predstavljeni na površini celice skupaj s človeku lastnim receptorjem, imenovanim poglavitni histokompatibilnostni kompleks (PHK, angleško tudi MHC – major histocompatibility complex). Obstajata dva glavna podtipa T-celic: celice ubijalke in celice pomagalke. Poleg njiju poznamo še regulatorne T-celice, ki igrajo vlogo pri uravnavanju imunskega odziva. Celice ubijalke prepoznajo samo antigene, sparjene z molekulami PHK tipa I, pomagalke in regulatorne celice pa antigene, sparjene z molekulami PHK tipa II. Dva različna mehanizma kažeta na različni vlogi celic ubijalk in pomagalk. Tretji in manjši podtip so γδ T-celice, ki prepoznavajo nedotaknjene antigene, ki niso povezani z receptorjem PHK. Dvojno pozitivne T-celice so v priželjcu izpostavljene raznolikim »lastnim« antigenom. Za normalno delovanje priželjca je potrebna zadostna količina joda.
Po drugi strani so za antigen specifični receptorji na površini B-celic molekule protiteles, ki prepoznajo celotne patogene brez potrebe po procesiranju antigenov. Vsaka linija B-celic izraža drugo protitelo, zato predstavlja celota vseh B-celičnih antigenskih receptorjev vsa protitelesa, ki jih telo lahko porizvede.

#### Celice ubijalke
Celice ubijalke so podskupina T-celic. Ubijajo celice, okužene z virusi (in drugimi patogeni), poškodovane celice in druge nefunkcionalne celice. Kot pri B-celicah tudi posamezni tip T-celic prepoznava specifičen antigen. Celice ubijalke aktivira vezava tega specifičnega antigena v kompleksu z PHK I druge celice na T-celični receptor (TRC). Pri prepoznavanju kompleksa PHK-antigen pomaga tudi koreceptor CD8 na T-celici. Le-ta nato potuje po telesu in išče celice, kjer PHK I nosi ta antigen. Ob stiku s takšno celico sprosti citotoksične snovi, kot so perforini, ki tvorijo pore v plazemsko membrano tarčne celice, kar omogoča vdor ionov, vode in toksinov v celico. Vdor toksina granulizina (proteaza) sproži apoptozo v tarčni celici. Ubijanje celic preko celic ubijalk je posebej pomembno pri preprečevanju razmnoževanja virusov. Aktivacija T-celic se začne šele ob zelo močnem aktivacijskem signalu po nastanku kompleksa PHK-antigen ali ob dodatnih aktivacijskih signalih celic pomagalk.

#### Celice pomagalke
Celice pomagalke uravnavajo delovanje prirojenega in pridobljenega imunskega sistema in določajo, kateri odziv na določeni patogen se sproži. Same po sebi niso citotoksične (ne ubijajo okuženih celic in ne odstranjujejo patogenov). S tem, ko usmerjajo druge celice, nadzorujejo imunski odziv .
Celice pomagalke izražajo T-celične receptorje (TCR), ki prepoznavajo antigene, vezane na molekule PHK II. Kompleks antigen-PHK prepoznajo tudi koreceptorji CD4, ki novačijo molekule iz T-celice (npr. Lck tirozinsko kinazo), ki so odgovorne za aktivacijo celice. Pomagalke so šibkeje povezane z mehanizmom aktivacije preko kompleksa PHK-antigen kot celice ubijalke, saj je pri slednjih za aktivacijo potrebna zgolj ena povezava kompleksa s T-celičnim receptorjem, pri pomagalkah pa okoli 200–300. Pomagalke potrebujejo tudi daljši stik z antigen predstavitveno celico za aktivacijo. Aktivacija mirujoče celice pomagalke sproži sproščanje citokinov, ki vplivajo na delovanje mnogih tipov celic. Citokinski signali celic pomagalk povečajo mikrobicidno delovanje makrofagov in aktivnost celic ubijalk. Poleg tega sproži aktivacija pomagalk zviševanje ravni molekul, izraženih na površini T-celic, npr. CD40, kar priskrbi dodaten stimulatorni signal za aktivacijo B-celične proizvodnje protiteles.

#### Gama delta T-celice
Gama delta T-celice (γδ T-celice) imajo alternativni T-celični receptor (TCR) v nasprotju s CD4+ in CD8+ (αβ) T-celicami. Delijo si značilnosti celic pomagalk, citotoksičnih T-celic in naravnih celic ubijalk. Pogoji, ki povzročijo odziv γδ T-celic, niso v celoti raziskani. Kot druge »nekonvencionalne« podskupine T-celic z nespremenljivimi receptorji TCR, kot so na CD1d omejene naravne T-celice ubijalke, γδ T-celice prehajajo mejo med prirojeno in pridobljeno imunostjo. Po eni strani so komponenta pridobljene imunosti, saj rekombinirajo gene za TCR za ustvarjanje raznolikih receptorjev in so zmožne tudi tvorbe spominskih fenotipov, po drugi strani pa lahko sodelujejo tudi pri prirojenem imunskem odzivu, saj izražajo nespremenljive TCR in NK receptorje za prepoznavo manj specifičnih molekularnih vzorcev PRR (na primer Vγ9/Vδ2 T-celice se odzovejo na pogoste mikrobne molekule, močno omejene Vδ1+ T-celice epitelija pa na epitelijske celice pod stresom).

#### Limfociti B in protitelesa
Limfociti B prepoznajo patogen ob vezavi specifičnega tujega antigena na njihovo površinsko protitelo. Ta kompleks antigen-protitelo nato prevzamejo in proteolitsko obdelajo do peptidov, ki jih nato predstavijo na površinskih molekulah PHK II. Ta kombinacija antigena in PHK privlači ujemajočo se T-celico pomagalko, ki izloča limfokine in B-celico aktivira. Ko se le-ta nato začne deliti, njene potomke (plazmatke) izločajo milijone kopij protitelesa, ki prepoznava isti antigen. Protitelesa krožijo po krvi in limfi, vežejo se na patogene s tem antigenom in jih označijo za uničenje z aktivacijo komplementa ali s privzemom in uničenjem v fagocitu. Protitelesa lahko tudi direktno nevtralizirajo bakterijske toksine ali se vežejo na virusne in bakterijske receptorje, ki jih le-ti uporabljajo za okužbo celice.

#### Alternativni pridobljeni imunski sistem
Evolucijski razvoj pridobljenega imunskega sistema se je zgodil v predniku vretenčarjev s čeljustjo. Mnoge klasične molekule pridobljenega imunskega sistema (npr. protitelesa in TCR) obstajajo samo v njih. Vseeno pa pri nekaterih primitivnih vretenčarjih brez čeljusti, kot so piškurji in glenavice, obstajajo molekule, ki izvirajo iz limfocitov. Te organizmi vsebujejo široko paleto molekul VLR (variabilni limfocitni receptor), ki izvirajo iz enega ali dveh genov in ki naj bi vezale patogenske antigene podobno kot protitelesa z določeno stopnjo specifičnosti.

### Imunski spomin
Ko se začnejo aktivirani limfociti B in T deliti, postanejo nekateri njihovi potomci dolgožive spominske celice. Tekom življenja osebka si te celice zapomnijo vse specifične patogene, s katerimi so bile v stiku, in lahko sprožijo močan odziv, če pridejo z njimi v ponoven stik. Takšen odziv je »prilagojen«, ker se zgodi tekom posameznikovega življenja kot prilagoditev na okužbo z nekim določenim patogenom in kot priprava imunskega sistema na prihodnje izzive. Imunski spomin delimo na pasivni kratkotrajni in aktivni dolgotrajni spomin.

#### Pasivni spomin
Novorojenci še niso bili izpostavljeni mikrobom in so posebej občutljivi za okužbe, zato jih mati oskrbuje s pasivno zaščito. Med nosečnostjo se protitelesa družine IgG preko posteljice prenašajo iz matere na otroka, zato imajo novorojenci v krvi visoko koncentracijo protiteles proti istim specifičnim antigenom kot njihove matere. Tudi materino mleko vsebuje protitelesa, ki se prenašajo v dojenčkovo črevesje, kjer ga varujejo pred bakterijskimi okužbami, dokler jih ni sposoben izdelovati sam. Takšni zaščiti pravimo pasivna zaščita, saj spominske celice in protitelesa v fetusu ter dojenčku še ne nastajajo, ampak vanj samo pasivno prehajajo. Kmalu po rojstvu pa prevzame dojenčkov lasten imunski sistem nalogo, ki jo bo opravljal vse življenje: prepoznavanje patogenov, kot so gliste, virusi, bakterije in drugi zajedavci.
V medicini se lahko posameznika pasivno zaščiti z vbrizganjem seruma, bogatega s protitelesi.

#### Aktivni spomin in cepljenja
Dolgotrajni aktivni spomin se tvori po okužbi, ki aktivira limfocite B in T. Ustvarimo ga lahko tudi umetno s cepljenjem. Princip v ozadju cepljenja (imenovanim tudi imunizacija) je predstavitev antigena iz patogena za stimulacijo imunskega sistema in razvoja specifične imunosti proti tem določenem patogenu brez povzročitve bolezni, povezane s tem organizmom. Takšna namerna povzročitev imunskega odgovora je uspešna, ker izrablja specifičnost imunskega sistema. Ker ostajajo pri človeku nalezljive bolezni eden od glavnih razlogov smrti, predstavlja cepljenje najbolj učinkovito manipulacijo imunskega sistema, ki jo je človeštvo razvilo.
Večina virusnih celiv temeplji na oslabljenih (atenuiranih) virusih, bakterijska pa vsebujejo necelične komponente mikroorganizmov (npr. neškodljive komponente toksina). Ker mnogi antigeni v neceličnih cepivih ne sprožijo močnega pridobljenega odgovora, je treba v bakterijska cepiva dodati adjuvanse, ki aktivirajo antigen predstavitvene celice prirojenega imunskega sistema in povečajo imunogenost.

## Okvare
Imunski sistem je izredno učinkovita struktura, ki vključuje specifičnost, sprožanje po stimulu (inducibilnost) in prilagajanje. Motnje v delovanju imunskega sistema se lahko odražajo v šibkejšem, močnejšem ali manj specifičnem delovanju. Imunsko pomanjkljivost pri človeku lahko povzročijo genetske okvare, pridobljena stanja, kot je HIV/AIDS, ali uporaba imunosupresivov, posledica česar je manjša odpornost proti nalezljivim boleznim. Nasprotno motnje v regulaciji imunskega odziva povzročajo vnetne bolezni. Poleg tega se lahko imunski sistem okvari tako, da prepoznava telesu lastne molekule kot tuje, zaradi česar napada lastna tkiva - posledica so avtoimunske bolezni, npr. revmatoidni artritis, lupus, idr. (odvisno od prizadetega tkiva). Stanja nezmožnosti gostiteljevega imunskega sistema, da brani, lahko razdelimo v tri kategorije: imunska pomanjkljivost, avtoimunske bolezni in preobčutljivostne reakcije.

### Imunska pomanjkljivost
Do imunskih pomanjkljivosti pride, ko je ena ali več komponent imunskega sistema neaktivna. Sposobnost imunskega sistema, da se odzove na patogene, je lahko oslabljena pri starejših in mlajših, pri čemer začne pešati okoli 50 leta zaradi imunosenescence. V razvitih državah so pogosti razlogi za oslabljen imunski sistem debelost, zloraba alkohola in drog. V državah v razvoju je glavni razlog nedohranjenost. Prehrana brez zadostnih beljakovin lahko vodi v oslabljeno celično imunost, zmanjšano aktivnost sistema komplementa, funkcijo fagocitov, koncentracije protiteles razreda IgA in proizvodnje citokinov. Izguba priželjca v zgodnjih letih življenja zaradi genskih mutacij ali kirurške odstranitve privede do hude imunske pomanjkljivosti in visoke dovzetnosti za okužbe.
Imunske pomanjkljivosti so lahko dedne ali »pridobljene«. Kronična granulomatozna bolezen, kjer je zmanjšana sposobnost fagocitov, da uničijo patogene, je primer dedne imunske pomanjkljivosti. AIDS in nekateri tipi raka povzročajo pridobljeno pomanjkljivost.

### Avtoimunske bolezni
Drugo stran motenj delovanja imunskega sistema predstavljajo avtoimunske okvare. V tem primeru je imunski sistem preveč aktiven in ne loči med telesu lastnimi in tujimi molekulami, zato napada dele telesa. T-celice in protitelesa tudi pod normalnimi pogoji reagirajo na telesu lastne peptide. Ena izmed funkcij specializiranih celic, ki se nahajajo v priželjcu in kostnem mozgu, je predstavljanje lastnih antigenov iz vsega telesa mladim limfocitom in izločevanje tistih celic, ki prepoznavajo telesu lastne antigene, s čimer v normalnih okoliščinah preprečujejo avtoimunost.

### Preobčutljivostne reakcije
Preobčutljivostne reakcije so imunski odzivi, ki poškodujejo telesu lastno tkivo. Delimo jih na štiri tipe (tip I – IV) glede na vključene mehanizme in časovni potek reakcije. Preobčutljivost tipa I je takojšnja oz. anafilaktična reakcija, pogosto povezana z alergijami. Simptomi segajo od blagega nelagodja, vse do hujših zapletov, ki vodijo do smrti. Mediatorji tega tipa preobčutljivosti so protitelesa tipa IgE, ki sprožijo degranulacijo bazofilcev in mastocitov, ko se povežejo z antigeni. Do preobčutljivosti tipa II pride, ko se protitelesa vežejo na antigene osebkovih lastnih celic in jih označijo za uničenje. To imenujemo tudi od protiteles odvisna (tudi citotoksična) preobčutljivost. Mediirajo jo protitelesa razred IgG in IgM. Imunski kompleksi (agregati antigenov, proteini sistema komplementa ter protitelesa IgM in IgG), naloženi v razna tkiva, sprožijo preobčutljivostne reakcije tipa III. Preobčutljivost tipa IV (celično posredovana oz. »zakasnjena« probčutljivost) se razvija od dva do tri dni. Reakcije tipa IV so del mnogih avtoimunskih in nalezljivih bolezni, vključujejo pa lahko tudi alergijski kontaktni dermatitis. Te reakcije mediirajo T-celice, monociti in makrofagi.

### Idiopatsko vnetje
Vnetje je eden prvih odzivov imunskega sistema na okužbo, pojavi pa se lahko tudi brez zunanjega vzroka.
Vnetje povzročijo eikozanoidi in citokini, ki jih izločajo poškodovane in okužene celice. Družino eikozanoidov sestavljajo med drugim prostaglandini, ki povzročajo vročino, dilatacijo krvnih žil (povezano z vnetjem) in levkotrieni, ki privlačijo določene bele krvničke (levkocite). Med pogoste citokine spadajo interlevkini, ki so odgovorni za komunikacijo med belimi krvničkami, kemokini, ki spodbujajo kemotakso, in interferoni s protivirusnim delovanjem, kot je zaustavitev sinteze proteinov v gostiteljskih celicah. Pride tudi do sproščanja rastnih in citotoksičnih dejavnikov. Citokini in druge snovi spodbujajo delovanje imunskih celic na mestu okužbe in tudi celjenje poškodovanega tkiva po odstranitvi patogenov.

## Drugi mehanizmi in evolucija
Zelo verjetno je, da so vretenčarji prvi razvili večkomponenten, prilagodljiv imunski sistem, saj nevretenčarji ne tvorijo limfocitov ali humoralnega odziva na osnovi protiteles. Veliko vrst organizmov pa vseeno uporablja mehanizme, ki delujejo kot predhodniki teh vidikov vretenčarske imunosti. Imunski sistem se pojavi celo v strukturno najpreprostejših oblikah življenja. Bakterije uporabljajo encime in ti. restrikcijsko modifikacijske sisteme za zaščito pred virusnimi patogeni – bakteriofagi. Prokarionti posedujejo tudi pridobljeno imunost. Preko sistema, ki uporablja sekvence CRISPR za zadržanje delov fagovega genoma, s katerim so prišli v preteklosti že v stik, lahko kasneje z obliko interference RNA zavirajo virusno podvojevanje. Prokarionti imajo tudi druge mehanizme. Napadalni elementi imunskega sistema so prisotni tudi pri enoceličnih evkariontih, a je študij o le-teh malo.
Vzorčno prepoznavni receptorji so proteini, ki jih uporabljajo skoraj vsi organizmi za prepoznavanje molekul, povezanih s patogeni. Protimikrobni peptidi defenzini so preko evolucije ohranjene komponente prirojenega imunskega sistema v vseh rastlinah in živalih. Predstavljajo glavno obliko nevretenčarske sistemske imunosti. Večina nevretenčarjev uporablja tudi sistem komplementa in fagocitne celice. Interferenca RNA in ribonukleaze so verjetno obstajale v neki obliki pri predniku vseh evkariontov in se ohranile pri mnogih. Igrale naj bi vlogo pri imunskem odgovoru na virusno okužbo. Imunski sistem sesalcev je nadgradnja teh sistemov, ki omogoča pridobljeno imunost oz. večjo učinkovitost proti že znanim patogenom, a sistemi prirojene imunosti tudi pri njih ohranjajo pomembno vlogo. Skupaj sestavljajo kompleksen in še ne popolnoma razumljen splet molekul in celic, udeleženih pri imunskem odzivu.
Za razliko od živali rastline nimajo fagocitnih celic. Mnoge rastline se odzovejo z lokalnim in sistemskim kemičnim signaliziranjem, ki potuje po rastlini. Posamezne rastlinske celice se odzovejo na molekule, povezane s patogeni – PAMP (angleško Pathogen-Associated Molecular Patterns). Ko je del rastline okužen, začne rastlina ustvarjati lokalizirano preobčutljivostno reakcijo, pri kateri je v okoliških celicah hitro sprožena apoptoza za preprečitev širjenja bolezni v druge dele rastline. Sistemska pridobljena odpornost je vrsta obrambnega odziva v rastlini, ki nudi odpornost proti določenem agensu za celo rastlino. Interferenca RNA je zelo pomembna v sistemskem odzivu, saj lahko blokira virusno replikacijo.

## Imunologija tumorjev
Druga pomembna vloga imunskega sistema je prepoznavanje in odpravljanje tumorjev. Imenuje se tudi imunski nadzor. Tumorsko spremenjene celice izražajo drugačne antigene na svoji površini kot zdrave celice. Imunskem sistemu delujejo takšni antigeni tuji in njihova prisotnost sproži odziv za odstranitev celic. Izražani antigeni izvirajo iz različnih virov; nekateri so del onkogenih virusov, kot je HPV, ki povzroča raka materničnega vratu, drugi pa so organizmu lastni proteini, ki se na normalnih celicah pojavljajo v nizkih koncentracijah, na tumorskih celicah pa v visokih. Primer tega je encim tirozinaza, ki pri višjih koncentracijah pretvarja določene kožne celice (na primer melanocite) v tumorje – melanome. Tretji možni vir tumorskih antigenov so proteini, ki navadno prisotni pri regulaciji celične rasti in preživetja, ki pogosto mutirajo v molekule, ki inducirajo raka – onkogene.
Glavni odziv imunskega sistema proti tumorjem je uničevanje nenormalnih celic s T-celicami ubijalkami, včasih s pomočjo T-celic pomagalk. Tumorski antigeni so predstavljeni na molekulah PHK I podobno kot virusni antigeni. To omogoča T-celično prepoznavo tumorskih celic kot nenormalnih. Tudi naravne celice ubijalke ubijajo na podoben način, sploh če je molekul PHK I na površju celic manj kot navadno. Včasih nastanejo proti tumorjem tudi protitelesa, kar omogoča uničenje preko sistema komplementa.
Nekateri tumorji se izognejo imunskem sistemu in postanejo rakava obolenja. Tumorske celice imajo pogosto manj molekul PHK I na površini, s čimer se izognejo nadzoru celic ubijalk. Nekateri tumorji tudi izločajo produkte, ki inhibirajo imunski odziv, npr. citokin TGF-β, ki zavira aktivnost makrofagov in limfocitov. Razvije se lahko tudi imunska toleranca, ko imunski sistem preneha napadati tumorske celice.
Makrofagi lahko paradoksalno promovirajo tumorsko rast, ko tumorske celice izločajo citokine za privlak makrofagov, ki potem tvorijo citokine in rastne dejavnike kot je TNF-α, ki spodbuja razvoj tumorjev in promovira plastičnost teh celic kot pri matičnih celicah. Kombinacija hipoksije v tumorju in citokin iz makrofagov lahko dodatno pripomore k širjenju rakavih celic, saj povzroči zmanjšano proizvodnjo proteina, ki bi blokiral metastazo teh celic.

## Fiziološka regulacija
Imunski sistem je vključen v mnoge vidike fiziološke regulacije v telesu. Je tesno prepleten z drugimi sistemi, kot sta endokrini in živčni sistem. Imunski sistem igra tudi poglavitno vlogo pri razvoju zarodka ter popravljanju in regeneraciji tkiva.

### Hormoni
Hormoni lahko deluje kot imunomodulatorji, saj spreminjajo občutljivost imunskega sistema. Ženski spolni hormoni so primer imunostimulatorjev tako pridobljenih kot prirojenih imunskih odgovorov. Nekatere bolezni, kot je lupus, pogosteje prizadenejo ženske s pričetkom sprememb v puberteti. Po drugi strani pa so moški spolni hormoni, kot je testosteron, imunosupresivni. Tudi drugi hormoni delujejo na imunski sistem, predvsem prolaktin, rastni hormon in vitamin D.

### Vitamin D
Ko celica T sreča tuji patogen, iztegne receptor za vitamin D. Ta deluje kot signalna naprava, ki omogoča vezavo celic T z aktivno obliko vitamina D, steroidnim hormonom kalcitriolom. Celice T imajo simbiotsko razmerje z vitaminom D, ne samo zaradi tega receptorja, ampak tudi ker izražajo gen CYP27B1, ki je odgovoren za presnavljanje predhodne oblike vitamina D – kalcidiola v aktivno obliko kalcitriol. Šele po tej vezavi lahko celice T opravljajo svoje naloge. Druge imunske celice, ki izražajo gen CYP27B1, so dendritične celice, keratinociti in makrofagi.
Domnevajo, da je nižanje koncentracije hormonov s starostjo delno odgovorno za oslabljen imunski odziv v starajočem se telesu. Nasprotno je pri nekaterih hormonih, katerih koncentracijo uravnava prav imunski sistem (predvsem pri ščitničnih hormonih). Slabljenje imunske funkcije, povezano s starostjo, je povezano z zmanjšanjem koncentracije vitamina D pri starostnikih. Dogajata se dve stvari, ki negativno vplivata na količino vitamina: starostniki se manj gibajo na prostem (tu je pomembno sevanje UVB), zaradi česar proizvedejo tudi manj holekalciferola, starostniška koža pa tudi sama po sebi izgublja sposobnost proizvodnje vitamina D.

### Spanje in počitek
Spanje in počitek vplivata na imunski sistem. Pomanjkanje spanja je lahko pogubno za imunske funkcije. Kompleksna povratna zanka, ki vključuje citokine, kot sta interlevkin-1 in dejavnik tumorske nekroze α, udeležene pri imunskem odgovoru na okužbo, vpliva tudi na regulacijo spanja REM in NREM. Imunski odgovor na okužbo lahko tako vpliva na spalni cikel, predvsem se poveča razmerje med spanjem počasnih valov in spanjem REM.
Pri ljudeh s pomanjkanjem spanja ima aktivna imunizacija manjši učinek, zmanjšana je proizvodnja protiteles v primerjavi s spočitim posameznikom. Poleg tega lahko neprespanost in delo v izmenah zaradi motenj v izpostavljenosti naravni svetlobi in temi vpliva na proteine, kot je npr. NFIL3, ki je povezan z diferenciacijo celic T in cirkadianim ritmom. Takšne motnje lahko vodijo v kronična obolenja, kot so bolezni srca, kronično bolečino in astmo.
Spanje in z njim povezani cirkadiani ritem močno uravnavajo imunološke funkcije teko prirojenega kot pridobljenega imunskega sistema. V zgodnji fazi spanja počasnih valov pride do padca krvnih koncentracij kortizola, adrenalina in noradrenalina, ki povzroči povišanje koncentracij hormonov leptina, rastnega hormona iz hipofize in prolaktina. Te signali vzpodbujajo pro-vnetno okolje preko proizvodnje citokinov IL-1, IL-12, TNF-α in INFγ. Te citokini spodbujajo aktivacijo, proliferacijo in diferenciacijo imunskih celic. V tem času dosežejo nediferenciirane in manj diferenciirane imunske celice (naivne in centralne spominske celice T) svoj vrhunec – v času počasi razvijajočega se pridobljenega imunskega odziva. Poleg teh učinkov hormoni leptin, rastni hormon in prolaktin podpirajo interakcijo med antigen predstavljajočimi celicami in celicami T, premik ravnovesja med pomagalkami Th1/Th2 na stran Th1, proliferacijo pomagalk Th, migracijo naivnih celic T v bezgavke, verjetno pa podpirajo tudi tvorbo dolgotrajnega imunskega spomina preko sprožitve odziva celic Th1.
Po drugi strani dosežejo v času budnosti vrhunec diferenciirane efektorske celice, kot so citotoksične naravne celice ubijalke in citotoksični limfociti T (CTL). Zaradi tega lahko učinkovito odgovorijo na vdor patogena. Pride tudi do povečane koncentracije protivnetnih molekul, kot so kortizol in kateholamini. Obstajata dve teoriji, zakaj pride do pro-vnetnega stanja med spanjem. Kot prvo bi vnetje med budnostjo vodilo v resno oslabelost fizičnih in miselnih sposobnosti. Poleg tega pa je med spanjem prisotnega več melatonina, ki lajša oksidativen stres (deluje proti tvorbi prostih radikalov) zaradi prisotnosti vnetja.

### Prehrana
Prevelik vnos hranil lahko vodi do sladkorne bolezni in debelosti, ki vplivata na imunske funkcije. Zmerna podhranjenost, pomanjkanje določenih mineralov in hranil lahko oslabijo imunski odziv.
Živila, bogata z nekaterimi maščobnimi kislinami, lahko spodbujajo zdrav imunski sistem. Podhranjenost zarodka lahko vodi v vseživljenjsko oslabelost imunskega sistema.

### Popravila in regeneracije
Imunski sistem, predvsem prirojeni del, igra ključno vlogo v popravljanju tkiva po poškodbi. Ključni akterji so makrofagi in nevtrofilci, druge celične komponente, vključno z γδ celicami T, prirojene limfoidne celice (ILC) in regulatorne celice T (Treg), pa so prav tako pomembne. Plastičnost imunskih celic in ravnovesje med pro-vnetnimi ter protivnetnimi signali so ključni vidiki učinkovitega popravila tkiva. Imunske komponente in poti so vključene v regeneracijo tkiv tudi pri npr. dvoživkah. Glede na eno hipotezo so organizmi, ki se lahko regenerirajo, morda manj imunsko kompetentni kot organizmi, ki se ne morejo.

## Manipulacija v medicini
Imunski sistem lahko manipuliramo v smeri zatiranja neželenih odzivov (zaradi npr. avtoimunosti, alergij in zavrnjenih vsadkov) ali v smeri spodbujanja varovalnih odzivov proti patogenom, ki se izogibajo imunskem odzivu, ali raku.

### Imunosupresija
Imunosupresivi so razred zdravil, s katerimi uravnavamo potek avtoimunskih bolezni ali vnetij, ko pride do prevelikih poškodb tkiva, lahko pa tudi preprečimo zavrnitev vsadka po presaditvi organa.
Protivnetna zdravila uporabljamo za nadzorovanje učinkov vnetja. Glukokortikoidi so najmočnejša izmed teh zdravil, a imajo mnogo neželenih stranskih učinkov, kot so centralna debelost, hiperglikemija in osteoporoza, zato jih je potrebno ustrezno regulirati. Nižje odmerke protivnetnih zdravil se pogosto uporablja v kombinaciji s citotoksičnimi ali imunosupresivnimi zdravili, kot sta metotreksat in azatioprin. Citotoksična zdravila zavirajo imunski odziv z ubijanjem celic (npr. aktiviranih celic T) med delitvijo. To ubijanje pa ne loči med celicami, zato odmrejo vse celice, ki se stalno delijo, kar privede do toksičnih stranskih učinkov. Imunosupresivna zdravila, kot so ciklosporini, preprečujejo celicam T, da bi se pravilno odzvale na signale s tem, ko inhibirajo poti prenosa signalov.

### Imunostimulacija
Imunoterapija raka pokriva vse načine za stimulacijo imunskega sistema v smeri napada na rakave celice.

## Teoretični pristopi k imunskemu sistemu
Imunologija je zaradi vsakodnevne prakse zelo eksperimentalna veda, a se je vseeno že od nekdaj lotevamo tudi teoretično. Predlagane so bile že mnoge teorije. Na koncu 19. in v začetku 20. stoletja je potekal boj med »celično« in »humoralno« teorijo imunosti. Po prvi Ilje Iljiča Mečnikova so za odziv odgovorne celice, predvsem fagociti, po drugi Roberta Kocha in Emila von Behringa pa so aktivna komponenta topne molekulske komponente, prisotne v telesnem »humorusu« – tekočinah.
Sredi 50. let dvajsetega stoletja je Frank Burnet po navdihu Nielsa Jerneja oblikoval teorijo klonske selekcije (CST, Clone Selection Theory). Glede na CST se imunski odziv tvori zaradi razlikovanja med telesu lastnimi in tujimi snovmi: lastne komponente (sestavine telesa) ne sprožijo uničevalnega imunskega odziva, medtem ko tuje komponente (patogeni, vsadki drugega organizma iste vrste) sprožijo uničevalen imunski odziv. Teorijo so kasneje prilagodili novoodkritem konceptu tkivne skladnosti oz. kompleksne »dvosignalne« aktivacije celic T. Delitev »lastno—tuje« je deležna mnogih kritik, a ostaja zelo vplivna.
Danes so bolj priznani novi teoretski okvirji, med njimi »avtopoetsko« stališče, stališče »miselne imunosti«, model nevarnosti (»Danger Model/Theory«) in teorija diskontinuitete. Model nevarnosti, ki ga je predlagala Polly Matzinger s kolegi, je bil zelo vpliven, saj je odprl veliko razprav in izzval veliko komentarjev.

## Napovedovanje imunogenosti
Večja zdravila (molekule nad maso 500 Da) lahko izzovejo imunski odziv nevtralizacije, predvsem če jih moramo vnašati večkrat in v večjih odmerkih. To zmanjšuje učinkovitost zdravil, ki temeljijo na večjih peptidih in beljakovinah (ki so po navadi večje od 6.000 Da). V nekaterih primerih zdravilna učinkovina sama po sebi ni imunogena, a se daje skupaj z imunogeno komponento, kar včasih velja pri Paklitakselu. Razvili so računske metode, s katerimi lahko predvidimo imunogenost pepetidov in beljakovin, zato so zelo uporabne pri snovanju terapevtskih protiteles, vrednotenju verjetne virulence mutacij delcev virusnega ovoja in validaciji predlaganih terapij, ki temeljijo na peptidih. Zgodnje tehnike so se opirale zgolj na predpostavki, da so hidrofilne aminokisline prekomerno zastopane v regijah epitopa v primerjavi s hidrofobnimi; nedavnejši razvoj temelji na tehnikah strojnega učenja s podatkovnimi bazami znanih epitopov, običajno z uporabo dobro raziskanih virusnih beljakovin za učenje algoritma. Ustanovili so tudi javno bazo podatkov za katalogiziranje epitopov, za katere vedo, da jih celice B lahko prepoznavajo. Nastajajoče področje študij imunogenosti, ki temeljijo na bioinformatiki, se imenuje tudi imunoinformatika. Imunoproteomiks je raziskovanje velikih skupin proteinov (proteomika), ki so vključeni v imunski odziv.

## Patogenska manipulacija
Uspešnost patogena temelji na njegovi sposobnosti izogibanju gostiteljevemu imunskemu sistemu. Patogeni so zato razvili različne metode, s katerimi uspešno okužijo gostitelja, a se izogibajo odkritju in uničenju s strani njegovega imunskega sistema. Bakterije pogosto premagujejo fizične bariere z izločanjem encimov, ki presnavljajo te ovire (sekrecijski sistem tipa II). Druga možnost je, da uporabljajo sekrecijski sistem tipa III, preko katerega vstavijo v gostiteljevo celico votlo cevko, preko nje pa spuščajo v celico beljakovine, ki onesposobijo gostiteljevo obrambo.
Pogosta tehnika izogibanja prirojenem odzivu je skrivanje znotraj gostiteljevih celic (znotrajcelična patogeneza). Pri tem preživi patogen večji del življenjskega cikla v celici, kjer je obvarovan pred stikom z imunskimi celicami, protitelesi in komplementom. Primeri takšnih organizmov so virusi, bakterije Salmonella (povezane z zastrupitvami s hrano) in evkariontski zajedavci, ki povzročajo malarijo (Plasmodium falciparum) in kala-azar (Leishmania spp.). Druge bakterije, kot so Mycobacterium tuberculosis, živijo v zaščitni kapsuli, ki preprečuje lizo sistema komplementa. Številni patogeni izločajo spojine, ki zmanjšujejo ali napačno usmerijo gostiteljev imunski odziv. Nekatere bakterije (uspešne trajne okužbe – kronična Pseudomonas aeruginosa in Burkholderia cenocepacia, značilne za cistično fibrozo) tvorijo biofilm, da bi se zaščitile pred celicami in beljakovinami imunskega sistema. Druge bakterije ustvarjajo površinske proteine, ki se vežejo na protitelesa, zaradi česar ta postanejo neučinkoivta; primeri so Streptococcus (protein G), Staphylococcus aureus (protein A) in Peptostreptococcus magnus (protein L).
Mehanizmi, s katerimi se izogibajo pridobljenem imunskem sistemu so bolj zapleteni. Najpreprostejši je hitro menjanje neesencialnih epitopov (aminokislin in/ali sladkorjev) na površini patogena, pri čemer ostanejo esencialni zakriti. Dobimo lahko množico organizmov iste vrste (z različnimi izraženimi epitopi), ki jih imenujemo tudi antigenske variacije. Primer tega je virus HIV, ki hitro mutira, da se proteini, ki jih potrebuje za vdor v gostiteljsko celico, stalno menjajo. To spreminjanje pojasni, zakaj cepiva proti HIV ne delujejo. Zajedavec Trypanosoma brucei uporablja podobno strategijo, saj nenehno preklaplja med različnimi vrstami površinskih beljakovin, kar mu omogoča, da ostane vedno korak pred odzivom protiteles. Maskiranje antigenov z gostiteljskimi molekulami je še ena pogosta strategija za izogibanje odkritju. Pri HIV je virusna ovojnica del gostiteljeve zunanje membrane, zaradi česar ga imunski sistem ne prepozna kot tujek.